# 烏格拉區

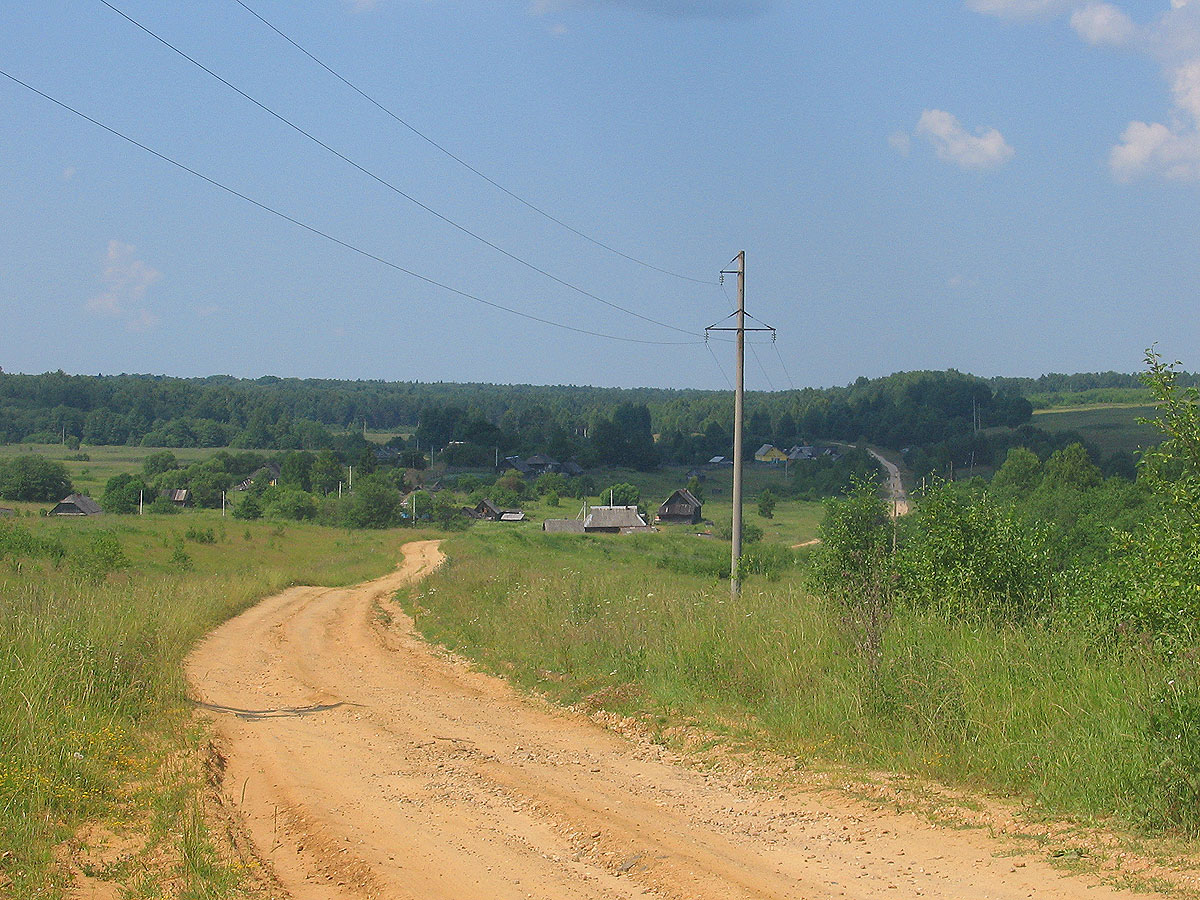

54°47′00″N 34°20′10″E / 54.78333°N 34.33611°E
烏格拉區（俄语：Угрáнский райо́н）是俄羅斯的一個區，位於該國西部，由斯摩棱斯克州負責管轄，面積2,868.52平方公里，2010年人口8,916，人口密度每平方公里3.11人。